# 帝京大学硬式野球部
帝京大学硬式野球部（ていきょうだいがくこうしきやきゅうぶ、Teikyo University Baseball Team）は、首都大学野球連盟に所属する大学野球チーム。帝京大学強化指定クラブ。

## 創部
- 1966年（昭和41年）

## 歴史
1966年、帝京大学開学と共に創部。翌1967年、首都大学野球連盟へ加盟。
1971年春、大島茂投手（通算38勝〈リーグ歴代3位〉23敗、72年卒）の活躍で首都大学リーグ戦で初優勝を飾る。続く第20回全日本大学野球選手権大会1回戦で北海道産業短大（現 星槎道都大）を8-0（7回コールド）で下すも、2回戦（準々決勝）で4年増岡義教投手擁する同志社大に1-8（8回コールド）で敗退。
1986年秋、3年仙石雅人投手（通算12勝15敗、88年卒）らの活躍でリーグ戦で2度目の優勝。続く第17回明治神宮野球大会1回戦で同年春の選手権準優勝校流通経済大に2-7で敗退。
1997年秋、4年菊池明人（通算14勝7敗、98年卒）や3年愛敬尚史（通算27勝19敗、99年卒）らの投手陣と3年里崎智也捕手のバッテリーでリーグ戦で3度目の優勝。続く第28回明治神宮野球大会1回戦で創価大に3-5で敗退。
2017年春、リーグ戦で4度目の優勝。続く第66回全日本大学野球選手権大会1回戦で桐蔭横浜大に3-5で敗退。
2022年春、リーグ戦で最下位となり入替戦で明治学院大に敗れ2部に降格。翌2023年秋の入替戦で明治学院大を下し1部昇格。
2024年春、4年栄龍騰投手（津田学園高出身）らの活躍で、東海大を2勝1敗で下し10勝1敗勝ち点5で5度目の優勝を果たす。1部復帰後即優勝は首都リーグ史上初。続く第73回全日本大学野球選手権大会初戦2回戦で関西学院大を4-3で下すも、準々決勝で天理大に0-3で敗退した。

## 本拠地
- 帝京大学野球部グラウンド
  - 神奈川県相模原市緑区寸沢嵐1048-1

## 記録
※ 2024年春季リーグ戦終了時点
- 1部リーグ優勝5回　
  - 初優勝は1971年（昭和46年）春。以降、1986年（昭和61年）秋、1997年（平成9年）秋、2017年（平成29年）春、2024年（令和6年）春にリーグ戦優勝。
  - 春の全日本大学野球選手権大会では1971年の第20回大会で2回戦（準々決勝）進出、2024年の第73回大会で準々決勝進出が最高位。秋の明治神宮野球大会ではいずれも1回戦敗退。

## 主な出身者
- 前田三夫（帝京高校野球部前監督）
- 益山性旭（阪神タイガース）
- 佐藤康幸（中日ドラゴンズ - 広島東洋カープ）
- 愛敬尚史（大阪近鉄バファローズ - 東北楽天ゴールデンイーグルス）
- 里崎智也（千葉ロッテマリーンズ）
- 窪田淳（阪神タイガース - オリックス・ブルーウェーブ）
- 山本賢寿（読売ジャイアンツ。横須賀市議会議員）
- 木南了（日本通運硬式野球部)
- 青柳晃洋（阪神タイガース - フィラデルフィア・フィリーズ傘下）※現役
- 西村天裕（北海道日本ハムファイターズ - 千葉ロッテマリーンズ）※現役
- 塩見泰隆（東京ヤクルトスワローズ）※現役
- 廣畑敦也（千葉ロッテマリーンズ）※現役
- 大津亮介（福岡ソフトバンクホークス）※現役

## 関係者
- 荒川宗一（元監督、元総監督。元プロ野球選手）